# You Never Can Tell (film, 1920)

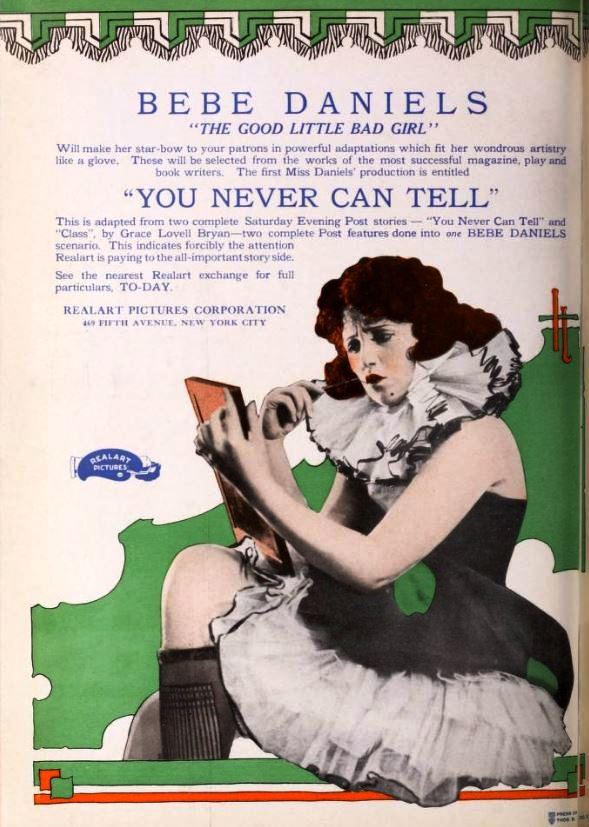
Annonce pour le film.

Pour les articles homonymes, voir You Never Can Tell.
You Never Can Tell est un film américain réalisé par Chester M. Franklin, produit par Realart company, sorti en 1920.

## Synopsis
En essayant un manteau de fourrure appartenant à l'un des clients de l'hôtel où elle travaille, Rowena Jones, la jeune fille du vestiaire, attire l'attention du riche playboy William Vaughn. Déterminée à épouser un millionnaire afin de résoudre les difficultés financières de sa famille, Rowena accepte l'invitation à dîner de Vaughn. Cet après-midi-là, alors qu'elle est mannequin pour un défilé de mode, Rowena est attirée par un jeune homme, mais comme il semble être un chauffeur peu fortuné, elle continue de courtiser Vaughn. Cependant, lorsque la femme de Vaughn apparaît au dîner, Rowena consent à aller à un bal masqué avec son chauffeur. En arrivant au bal, elle est agréablement surprise de découvrir que son chéri n'est pas un chauffeur mais un millionnaire, et répond donc à ses critères pour en faire un mari.

## Fiche technique
- Réalisation : Chester M. Franklin

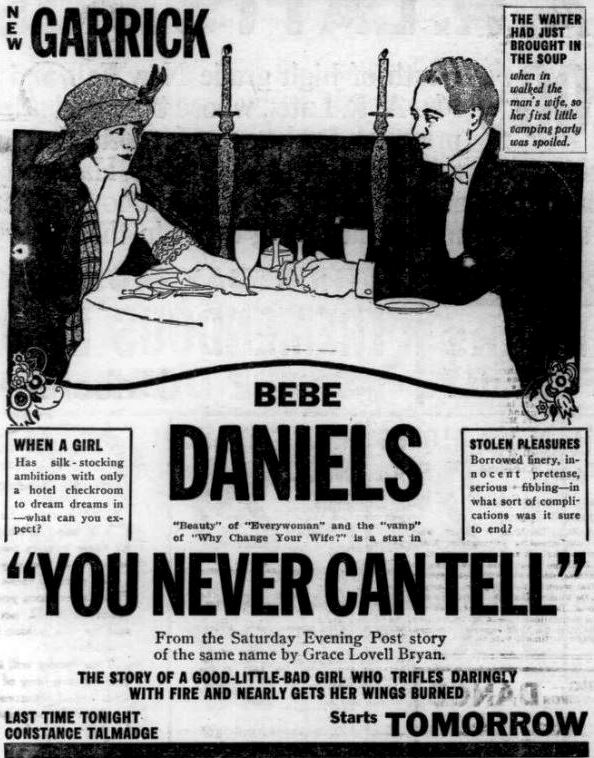
Annonce pour le film dans le journal The Duluth Herald.

- Scénario : Thomas J. Geraghty, Helmer Walton Bergman d'après une histoire de Grace Lovell Bryan
- Producteur : Adolph Zukor
- Photographie : Victor L. Ackland
- Genre : Comédie dramatique[1]
- Distributeur : Realart Pictures
- Durée : 50 minutes (5 bobines)[2].
- Date de sortie : 22 septembre 1920

## Distribution
- Bebe Daniels : Rowena Patricia Jones
- Jack Mulhall : Prince
- Edward Martindel : William Vaughn
- Helen Dunbar : Mrs. Vaughn
- Harold Goodwin : Jimmy Flannery
- Neely Edwards : Mysterious Sport
- Leo White : Mr. Renan
- Milla Davenport : Mrs. Jones
- Graham Pettie : Wilberforce Jones
- Gertrude Short : Vera